# 过石珠
过石珠（学名：Isotrema versicolor）又名白金古榄、苦凉藤、青藤香，是马兜铃科关木通属的一种植物，是中国的特有植物。分布在中国大陆云南等地，生长于海拔500米至1,500米的地区，见于山谷石砾间、山坡灌丛及林缘较荫湿地方。模式标本产地为云南勐腊。
其种加词“versicolor”意为“颜色多样的”。
叶片倒披针形至椭圆状披针形, 中上部最宽; 花梗、子房、花被外面密被黄棕色长毛; 檐部黄色, 无杂色斑。
采自广西和广东的副模式标本从形态上看，可能是不同的物种。